# Oblężone miasto
Oblężone miasto (tytuł oryg. Chun sing gai bei) – hongkoński film akcji w reżyserii Benny’ego Chan, którego premiera odbyła się 12 sierpnia 2010 roku.
W 2011 roku podczas 33. edycji Hong Kong Film Award Zhang Jingchu była nominowana do nagrody Hong Kong Film Award w kategorii Best Supporting Actress.

## Obsada
Źródło: Filmweb

- Aaron Kwok – Sunny
- Wu Jing – Sun Hao
- Shu Qi – Angel
- Zhang Jingchu – Hua
- Collin Chou – Chang Tai Chu
- Nan Tie
- Jacob J Ziacan – więzień
- Yuen Wah
- Terence Yin
- Chrissie Chow
- Elanne Kwong
- Ben Wong
- Austin Wai